# Churchill (Somerset)
Churchill – wieś w Anglii, w hrabstwie ceremonialnym Somerset, w dystrykcie (unitary authority) North Somerset. Leży 20 km na południowy zachód od miasta Bristol i 187 km na zachód od Londynu. Miejscowość liczy 2241 mieszkańców.